# Go-Yōzei
Go-Yōzei (en japonais : 後陽成天皇 Go-Yōzei Tennō, nom propre : Kazuhito/Katahito), né le 31 décembre 1572 et mort le 25 septembre 1617, est le  107e empereur du Japon selon l'ordre traditionnel et succède à son grand-père Ōgimachi. Il est le fils du prince impérial Masahito (empereur retiré Yoko In) et de Fujiwara no Haruko (Shin Jotomon In). Il règne du 17 décembre 1586 au 9 mai 1611.
Ce souverain du XVIe siècle doit son nom à l' empereur Yōzei du IXe siècle, et go- (後)  se traduit par plus tard, et ainsi, il pourrait être appelé « le dernier empereur Yōzei ». Le mot japonais go peut également signifier le second, et dans certaines sources plus anciennes, cet empereur peut être identifié comme « Yōzei, le second », ou comme « Yōzei II ».

## Généalogie

### Ascendance
Avant l'ascension de Go-Yōzei au trône du chrysanthème, son nom personnel (imina) est Katahito (周仁)  ou Kazuhito (和仁),. Il est le fils aîné du Prince Masahito (誠仁親王, Masahito-shinnō, 1552–1586), également connu sous le nom de prince Sanehito et nommé à titre posthume Yōkwōin daijō-tennō, qui est le fils aîné de l'empereur Ōgimachi. Sa mère est une dame d'honneur.
La famille impériale de Go-Yōzei vit avec lui dans le Dairi du palais Heian. La famille comprend au moins 35 enfants.

### Épouses et descendance
- Konoe no Sakiko, née 1575 ; + 1630 ; fille de Konoe Sakihisa ; adoptée en 1586 par Toyotomi no Hideyoshi ; mariée 1586 ; titrée nyogo ; devient nyoin et prend le nom de Chukamon In ; mère de
  - Première fille : Princesse Shoko, née Kyoto 1590 ; + 1594
  - Seconde fille : Princesse Ryuto-in no Miya, née Kyoto 1592 ; + 1600
  - Troisième fille : Princesse Onna San no Miya, née Kyoto 1593 ; + 1674 ; devient Princesse Impériale Kiyoko (Seishi) ; mariée Takatsukasa no Nobuhisa, né 17 V 1590 ; + 31 XII 1621 ; fils de Takatsukasa no Nobufusa et de Sassa no Teruko
  - Quatrième fille : Princesse Bunko, née Kyoto 1595 + 1644
  - Troisième fils : Prince San no Miya, né Kyoto 29 VI 1596 ; devient Prince Impérial Tadahito 13 I 1601 ; Empereur Go-Mizunoo.
  - Cinquième fille : Princesse Sonei, née Kyoto 1598 ; + 1611
  - Quatrième fils : Prince Ni no Miya, né Kyoto 24 VI 1599 ; + 15 XII 1649 ; adopté par son oncle maternel Konoe Nobutada et devient Konoe Nobuhiro
  - Septième fils : Prince Nano no Miya, né Kyoto 29 IV 1603, + 14 VII 1638 ; devient Prince Impérial Yoshihito et en 1625 est titré Prince Takamatsu no Miya ; marié Edo 24 I 1631 à Matsudaira no Kamehime (Yasuko), née Edo 12 mai 1617 ; + 7 mars 1681 ; fille de Matsudaira no Tadanao et de Tokugawa no Katsuhime ; adoptée par son grand-père Hidetada ; père de :
    - Princesse Akiko, née Kyoto 12 XI 1633 ; + Kyoto 2 VIII 1680 ; mariée 1651 empereur Go Sai

  - Neuvième fils : Prince Kyu no Miya, né Kyoto 12 VI 1605 ; + 11 III 1672 ; adopté par Ichijo no Uchimoto et prend le nom de Akiyoshi ; marié à une fille de Oda no Yorinaga
  - Sixième fille : Princesse Impériale Sadako (Teishi), née Kyoto 1606 ; + 1675 ; mariée à Nijo no Yasumichi, né Kyoto 20 II 1607, + 28 VIII 1666 ; fils de Kujo no Yukiie et de Toyotomi no Sadako, et fils adoptif de Nijo no Akizane
  - Dixième fils : Prince Impérial Morochika, né 1608 Kyoto, + 1661 ; devient moine bouddhiste sous le nom de Sonkaku (Prince Impérial prêtre Sonkaku)
  - Douzième fille : Princesse Sonren, née Kyoto 1614, + 1627
- Nakayama (Fujiwara) no Chikako, née 1576 ; + 1608 ; fille de Nakayama no Chikatsuna ; dame d’honneur ; mère de
  - Premier fils : Prince Impérial Katahito, né Kyoto 29 V 1588 ; + 15 III 1648 ; devient moine bouddhiste sous le nom Kakushin 1594 (Prince Impérial Prêtre Kakushin)
  - Second fils : Prince Impérial Yukikatsu, né Kyoto 1591, + 1609 ; devient moine bouddhiste sous le nom de Shokai 1598(Prince Impérial Prêtre Shokai
- Hino (Fujiwara) no Teruko, née 1581 ; + 13 VII 1607 ; fille de Hino no Terusuke ; dame d’honneur ; mère de
  - Cinquième fils : Prince Impérial Toshiatsu, né Tokyo 1602 ; + 1651 ; devient moine bouddhiste sous le nom de Sonsei (Prince Impérial prêtre Sonsei)
- Jimyoin (Fujiwara) no Motoko, + 9 II 1644 ; fille de Jimyoin no Mototaka ; dame d’honneur ; mère de
  - Sixième fils : Prince Impérial Tsunehiro (Tsuneyoshi), né Kyoto 1602 ; + 1661, devient moine bouddhiste sous le nom de Gyonen (Prince Impérial prêtre Gyonen)
- Niwata no Tomoko, + I 1627 ; fille de Niwata no Shigetomo ;dame d’honneur, mère de
  - Huitième fils : Prince Yo no Miya, né Kyoto 1603 ; + 1669 ; devient moine bouddhiste sous le nom de Ryojun (Prince Impérial prêtre Ryojun)
- Hamuro (Fujiwara) no Nonuko, + 1679 ; fille de Hamuro no Yorinobu ; dame d’honneur ; mère de :
  - Onzième fille : Princesse Sai no Miya, née Kyoto 7 VIII 1613 ; + 4 IV 1669 ; religieuse sous le nom de Princesse Sonsei
- Nishinotoin (Taira) no Tokiko, + 1661 ; fille de Nishinotoin no Tokiyoshi et d’une fille de Katsuoka no Harunaka ; dame de la cour ; mère de :
  - Septième fille : Princesse Onna Nano no Miya, née Kyoto 1609 ; + 1690 ; religieuse sous le nom de Princesse Eishu
  - Huitième fille : Princesse Ko'unin no Miya, née Kyoto 1610, + 1612
- Furuichi no Taneko, née 1583, + 27 VII 1658 ; fille de Furuichi no Taneshige ; mère de
  - Neuvième fille : Princesse Rei’unin no Miya, née Kyoto 1611 ; + en bas âge
  - Onzième fils : Prince Doko, né Kyoto 8 IV 1612 + 5 VIII 1678 ; moine bouddhiste (Prince Impérial prêtre Doko)
  - Dixième fille : Princesse Kukain no Miya, née Kyoto 1613 ; + en bas âge
- Une fille de Shuto no Tokohiro, surnommée Dosa no Tsubone, + 1680 ; mère de :
  - Douzième fils : Prince Doshu, né Kyoto 1613, + 1634 ; moine bouddhiste (Prince Impérial prêtre Doshu)
  - Treizième fils : Prince Sei no Miya, né Kyoto 18 IV 1617 ; + 21 I 1700 ; moine bouddhiste (Prince Impérial prêtre Ji’in)

## Biographie

### Enfance et accession
Le prince Katahito devient empereur lorsque son grand-père abdique. La succession (senso) est considérée comme ayant été reçue par le nouveau monarque ; et peu de temps après, l'empereur Go-Yōzei aurait accédé (sokui). Un acte distinct de succession n'est pas reconnu avant l'empereur Tenji et tous les souverains à l'exception de Jitō, Yōzei, Go-Toba et Fushimi succèdent et accèdent au titre la même année jusqu'au règne de Go-Murakami. Les événements de son vivant apportent un certain éclairage sur son règne. Les années du règne de Go-Yōzei correspondent au début du shogunat Tokugawa sous la direction de Tokugawa Ieyasu et Tokugawa Hidetada.
Le 31 décembre 1571, naît le prince impérial connu sous le nom posthume de Go-Yōzei-tennō. Le 5 novembre 1586, le prince Katahito reçoit le titre de prince héritier et en moins d'un mois (Tenshō 14, le 7e jour du 11e mois), Ogimachi confie les rênes du gouvernement à son petit-fils, qui devient empereur. Go-Yōzei. Il n'y a pas de transition impériale de ce type depuis l'abdication de Go-Hanazono en 1464 (Kanshō 5). La rareté des abdications est imputable à l'état perturbé du pays et au fait qu'il n'y a ni logement pour un ancien empereur ni fonds excédentaires dans le trésor pour le soutenir,,. En 1586 (Tenshō 14, au 12e mois), un mariage avec Asahi no kata (en), la plus jeune sœur de Toyotomi Hideyoshi, et Tokugawa Ieyasu, est arrangé et le kampaku, Toyotomi Hideyoshi, est nommé Daijō-daijin (Chancelier du Royaume). En 1588 (Tenshō 16, 7 mois), l'empereur Go-Yōzei et son père visitent le manoir de Toyotomi Hideyoshi à Kyoto. C'est la première fois qu'un empereur apparait en public depuis 1521.

### Événements durant son règne
Hideyoshi dirige une armée vers le Kantō où il assiège le château d'Odawara en 1588 (Tenshō 18, 7 mois). Lorsque la forteresse tombe, Hōjō Ujimasa meurt et son frère, Hōjō Ujinao se soumet au pouvoir de Hideyoshi, mettant ainsi fin à une période de guerre interne en série qui s'est poursuivie sans interruption depuis la guerre d'Ōnin (1467-1477).
L'expédition Keichō en Corée est en route pour envahir la Chine en 1592 (Keichō 1). Toyotomi Hideyoshi, le Taikō meurt dans son château de Fushimi à l'âge de 63 ans le 18 septembre 1598 (Keichō 3, le 18e jour du 8e mois). La bataille de Sekigahara a lieu en 1600. Le 21 octobre (Keichō 5, 15e jour du 9e mois), le clan Tokugawa et ses alliés vainquent de manière décisive toute opposition. Deux ans plus tard (Keichō 8), le Kyōto Daibutsu est détruit par un incendie. Tokugawa Ieyasu devient shogun le 24 mars 1603 (Keichō 8), ce qui marque le début de ce qui sera plus tard connu sous le nom de bakufu d'Edo. Toyotomi Hideyori est élevé au rang de Naidaijin à la cour impériale. En 1605 (Keichō 10, 15e jour du 12e mois), une nouvelle île volcanique, Hachijōko-jima, surgit de la mer à côté de l'île Hachijō (八丈島 Hachijō-jima) dans les îles Izu (伊豆諸島, Izu-shotō).) qui s'étendent au sud et à l'est de la péninsule d'Izu. En 1606 (Keichō 11), la construction du château d'Edo commença et celle de Sunpu l'année suivante (Keichō 12). 
En 1609 (Keichō 14) voit l' invasion des Ryukyu par le daimyō Shimazu de Satsuma,. Au cours de l'année suivante (Keichō 15), la reconstruction de la salle Daibutsu à Kyōto commença et Toyotomi Hideyori vient à Kyoto pour rendre visite à l'ancien shogun Tokugawa Ieyasu. 

### Abdication
Le 20 mai 1610 (Keichō 15, 27 jour du 3 mois), l'empereur annonce son intention de démissionner en faveur de son fils Masahito, Go-Yōzei abdique le 9 mai 1611 et son fils le prince Masahito reçoit l'acte de succession (le senso). Peu de temps après, Go-Mizunoo monte officiellement sur le trône (le sokui),.

### Postérité
Après son abdication, Go-Yōzei vit six ans au palais impérial Sentō ; et par la suite, le lieu devient la résidence dans laquelle se retirent  les empereurs abdiqués. Le nom de ce palais et de ses jardins est Sentō-goshō ; et les empereurs qui abdiquent étaient parfois appelés Sentō-goshō. Go-Yōzei meurt le 25 septembre 1617. Le kami de l'empereur Go-Yōzei est consacré avec d'autres empereurs au mausolée impérial (misasagi) appelé Fukakusa no kita no misasagi (深草北陵) à Fushimi-ku, Kyoto.

## Époques du règne de Go-Yōzei
Les années du règne de Go-Yōzei sont plus spécifiquement identifiées par plus d'un nom d'ère ou nengō : Tenshō (1573-1592), Bunroku (1592-1596) et Keichō (1596-1615).
|  |                                     |  |  |  |  |  |  |  |  |  |  |  |  |  |  |  |
|  | 8. Go-Nara (1495–1557)              |  |  |  |  |  |  |  |  |  |  |  |  |  |  |  |
|  |                                     |  |  |  |  |  |  |  |  |  |  |  |  |  |  |  |
|  |                                     |  |  |  |  |  |  |  |  |  |  |  |  |  |  |  |
|  | 4.Ōgimachi (1517–1593)              |  |  |  |  |  |  |  |  |  |  |  |  |  |  |  |
|  |                                     |  |  |  |  |  |  |  |  |  |  |  |  |  |  |  |
|  |                                     |  |  |  |  |  |  |  |  |  |  |  |  |  |  |  |
|  | 9. Madenokōji Eiko (1494–1522)      |  |  |  |  |  |  |  |  |  |  |  |  |  |  |  |
|  |                                     |  |  |  |  |  |  |  |  |  |  |  |  |  |  |  |
|  |                                     |  |  |  |  |  |  |  |  |  |  |  |  |  |  |  |
|  | 2. Prince Masahito (1552–1586)      |  |  |  |  |  |  |  |  |  |  |  |  |  |  |  |
|  |                                     |  |  |  |  |  |  |  |  |  |  |  |  |  |  |  |
|  |                                     |  |  |  |  |  |  |  |  |  |  |  |  |  |  |  |
|  | 10. Madenokōji Hidefusa (1492–1563) |  |  |  |  |  |  |  |  |  |  |  |  |  |  |  |
|  |                                     |  |  |  |  |  |  |  |  |  |  |  |  |  |  |  |
|  |                                     |  |  |  |  |  |  |  |  |  |  |  |  |  |  |  |
|  | 5.Madenokōji Fusako (d. 1581)       |  |  |  |  |  |  |  |  |  |  |  |  |  |  |  |
|  |                                     |  |  |  |  |  |  |  |  |  |  |  |  |  |  |  |
|  |                                     |  |  |  |  |  |  |  |  |  |  |  |  |  |  |  |
|  | 11. Hatakeyama                      |  |  |  |  |  |  |  |  |  |  |  |  |  |  |  |
|  |                                     |  |  |  |  |  |  |  |  |  |  |  |  |  |  |  |
|  |                                     |  |  |  |  |  |  |  |  |  |  |  |  |  |  |  |
|  | 1. Go-Yōzei                         |  |  |  |  |  |  |  |  |  |  |  |  |  |  |  |
|  |                                     |  |  |  |  |  |  |  |  |  |  |  |  |  |  |  |
|  |                                     |  |  |  |  |  |  |  |  |  |  |  |  |  |  |  |
|  | 12. Kanshūji Tadatoyo (1503–1594)   |  |  |  |  |  |  |  |  |  |  |  |  |  |  |  |
|  |                                     |  |  |  |  |  |  |  |  |  |  |  |  |  |  |  |
|  |                                     |  |  |  |  |  |  |  |  |  |  |  |  |  |  |  |
|  | 6. Kanshūji Haruhide (1523–1577)    |  |  |  |  |  |  |  |  |  |  |  |  |  |  |  |
|  |                                     |  |  |  |  |  |  |  |  |  |  |  |  |  |  |  |
|  |                                     |  |  |  |  |  |  |  |  |  |  |  |  |  |  |  |
|  | 13. Ise                             |  |  |  |  |  |  |  |  |  |  |  |  |  |  |  |
|  |                                     |  |  |  |  |  |  |  |  |  |  |  |  |  |  |  |
|  |                                     |  |  |  |  |  |  |  |  |  |  |  |  |  |  |  |
|  | 3. Kanshūji Haruko (1553–1620)      |  |  |  |  |  |  |  |  |  |  |  |  |  |  |  |
|  |                                     |  |  |  |  |  |  |  |  |  |  |  |  |  |  |  |
|  |                                     |  |  |  |  |  |  |  |  |  |  |  |  |  |  |  |
|  | 14. Awaya Mototaka                  |  |  |  |  |  |  |  |  |  |  |  |  |  |  |  |
|  |                                     |  |  |  |  |  |  |  |  |  |  |  |  |  |  |  |
|  |                                     |  |  |  |  |  |  |  |  |  |  |  |  |  |  |  |
|  | 7. Awaya Motoko                     |  |  |  |  |  |  |  |  |  |  |  |  |  |  |  |
|  |                                     |  |  |  |  |  |  |  |  |  |  |  |  |  |  |  |
|  |                                     |  |  |  |  |  |  |  |  |  |  |  |  |  |  |  |
|  | 15. Kanshūji                        |  |  |  |  |  |  |  |  |  |  |  |  |  |  |  |
|  |                                     |  |  |  |  |  |  |  |  |  |  |  |  |  |  |  |
|  |                                     |  |  |  |  |  |  |  |  |  |  |  |  |  |  |  |